# Các Công ước Genève
| Thành viên các Công ước Genève I–IV và các Nghị định thư I–III    | Thành viên các Công ước Genève I–IV và các Nghị định thư I–II  |
| Thành viên các Công ước Genève I–IV và các Nghị định thư I và III | Thành viên các Công ước Genève I–IV và Nghị định thư I         |
| Thành viên các Công ước Genève I–IV và Nghị định thư III          | Thành viên các Công ước Genève I–IV và không Nghị định thư nào |

Quốc gia thành viên các Công ước Genève và các Nghị định thư

Các Công ước Genève là bốn công ước và ba nghị định thư luật nhân đạo quốc tế quy định luật quốc tế về việc đối xử nhân đạo trong chiến tranh. Các Công ước Genève quy định các quyền cơ bản của tù binh, dân thường, quân nhân và thiết lập chế độ bảo vệ cho thương binh, bệnh binh, dân thường trong và xung quanh khu vực chiến sự. Các Công ước Genève cũng xác định chế độ bảo vệ cho những người không tham chiến thuộc diện bảo vệ. Hiện tại, 196 quốc gia đã phê chuẩn các Công ước Genève.

## Lịch sử

Lịch sử hình thành các Công ước Genève từ năm 1864 đến năm 1949

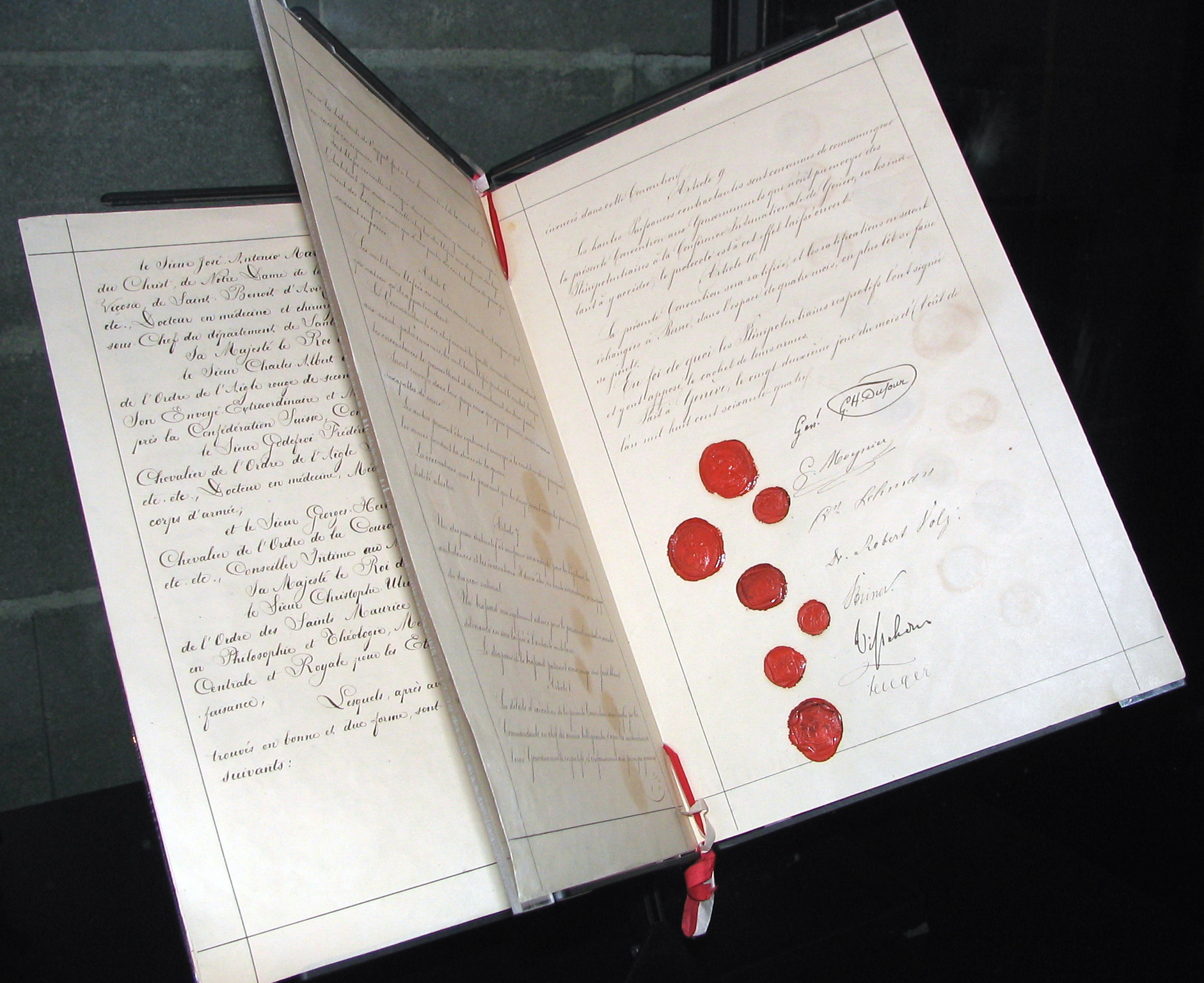
Một bản sao của Công ước Genève 1864.

Năm 1859, doanh nhân người Thụy Sĩ Henry Dunant đến thăm thương binh sau Trận Solferino. Sau khi chứng kiến tình trạng thiếu cơ sở vật chất, nhân sự và trợ giúp y tế, ông xuất bản cuốn sách Ký ức về Solferino vào năm 1862, kể lại những nỗi kinh hoàng của binh lính trong chiến tranh và đề xuất thiết lập:
- Một cơ quan viện trợ nhân đạo thường trực trong thời chiến
- Một điều ước quốc tế công nhận tính trung lập của cơ quan viện trợ nhân đạo và đảm bảo hoạt động của cơ quan trong vùng chiến sự

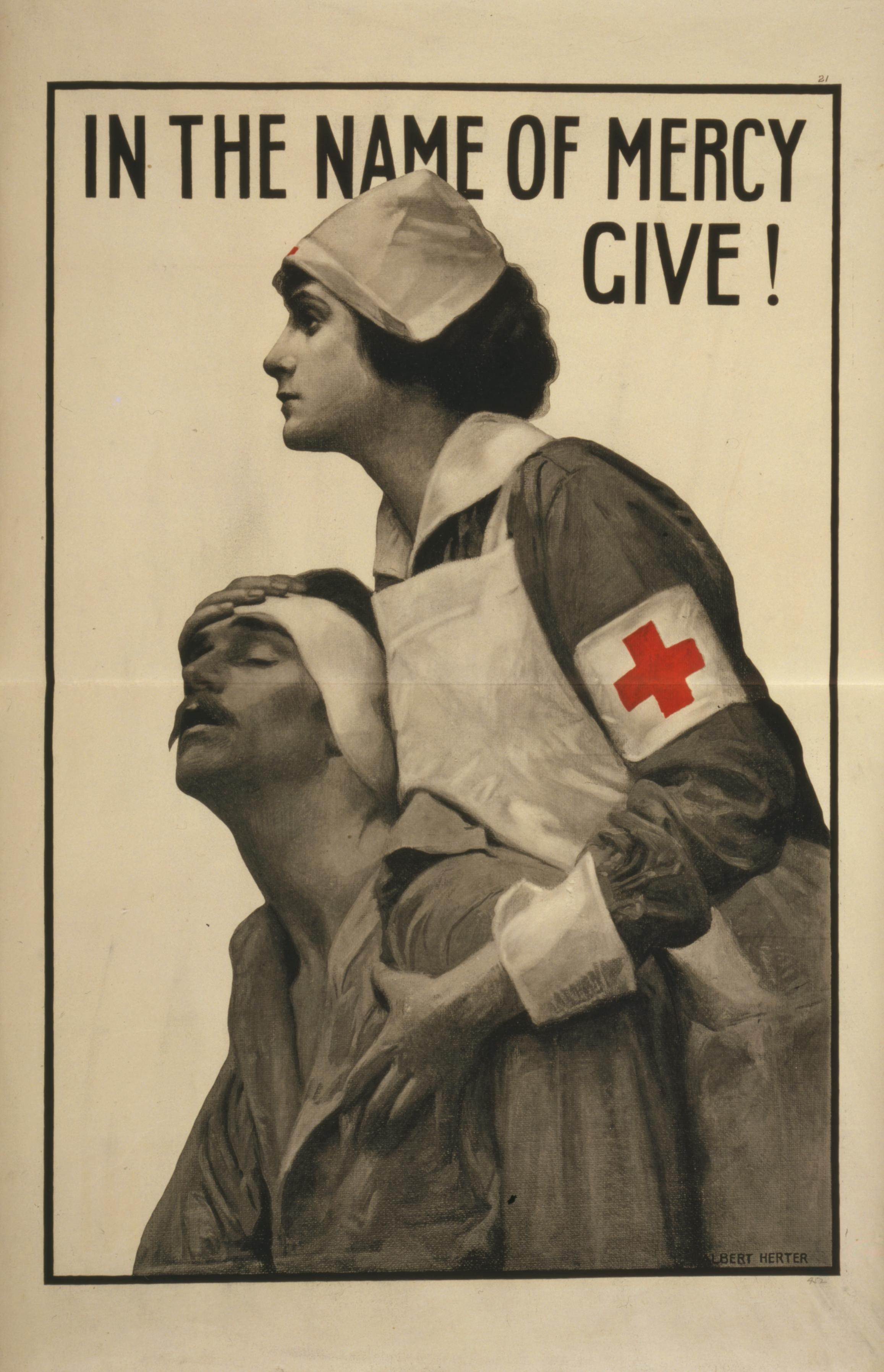
Áp phích của Phong trào Chữ thập đỏ trong Chiến tranh thế giới thứ nhất

Ngày 22 tháng 8 năm 1864, chính phủ Thụy Sĩ mời chính phủ của tất cả các nước châu Âu, Hoa Kỳ, Brasil và México tham dự một hội nghị ngoại giao để đàm phán về đề xuất của Dunant. Tổng cộng có 16 quốc gia cử đại biểu tới tham dự hội nghị. Ngày 22 tháng 8 năm 1864, hội nghị thông qua Công ước Genève về cải thiện tình trạng của thương binh, bệnh binh thuộc lực lượng vũ trang chiến đấu trên bộ. 12 quốc gia ký công ước:
- Thụy Sĩ
- Đại công quốc Baden
- Vương quốc Bỉ
- Vương quốc Đan Mạch
- Vương quốc Tây Ban Nha
- Đế quốc Pháp
- Đại công quốc Hesse
- Vương quốc Ý
- Vương quốc Hà Lan
- Vương quốc Bồ Đào Nha và Algarves
- Vương quốc Phổ
- Vương quốc Württemberg

Năm 1901, Henry Dunant là người đồng nhận Giải Nobel Hòa bình đầu tiên vì nỗ lực thành lập Phong trào Chữ thập đỏ quốc tế và các Công ước Genève.
Ngày 20 tháng 10 năm 1868, một điều ước sửa đổi, bổ sung một số điều của Công ước Genève năm 1864 liên quan đến chiến tranh trên biển được ký kết nhưng chỉ được Hà Lan và Hoa Kỳ phê chuẩn. Sau cùng, Hà Lan rút khỏi điều ước. Tuy nhiên, Công ước Den Haag 1899 và 1907 sau này được thông qua, thiết lập chế độ bảo vệ nạn nhân của chiến tranh trên biển.
Năm 1906, chính phủ Thụy Sĩ triệu tập một hội nghị để sửa đổi, bổ sung Công ước Genève năm 1864 với sự tham dự của đại diện 35 quốc gia. Ngày 6 tháng 7 năm 1906, hội nghị thông qua sửa đổi, bổ sung Công ước Genève năm 1864.
Ngày 27 tháng 7 năm 1929, Công ước Genève năm 1864 được sửa đổi, bổ sung lần thứ ba và Công ước về đối xử tù binh được thông qua nhằm chấn chỉnh, khắc phục những thiếu sót của Công ước Den Haag 1899 và 1907 về việc bảo vệ tù binh trong Chiến tranh thế giới thứ nhất.
Sau Chiến tranh thế giới thứ hai, một loạt các hội nghị được triệu tập vào năm 1949 để cập nhật, mở rộng các Công ước Genève và Den Haag. Kết quả là bốn Công ước Genève được thông qua:
- Công ước Genève I, kế thừa Các Công ước Genève năm 1864.[20]
- Công ước Genève II về cải thiện tình trạng của thương binh, bệnh binh và người bị đắm tàu thuộc lực lượng hải quân, thay thế Công ước Den Haag X 1907, là Công ước Genève về bảo vệ nạn nhân của chiến tranh trên biển.[21][14]
- Công ước Genève III, kế thừa Công ước về đối xử tù binh 1929.[22]
- Công ước Genève IV về bảo vệ dân thường trong thời chiến, bổ sung một số điều của Công ước Den Haag 1899 và 1907 về bảo vệ dân thường và lãnh thổ bị chiếm đóng, là Công ước Genève đầu tiên không phải về người tham chiến.[23]

Biểu tượng Pha lê đỏ theo Nghị định thư IIII

## Nội dung

### Công ước
Các Công ước Genève gồm bốn công ước:
- Công ước Genève I về cải thiện tình trạng của thương binh, bệnh binh thuộc lực lượng vũ trang chiến đấu trên bộ (được thông qua vào năm 1864,[24] được sửa đổi vào năm 1906,[25] năm 1929[26] và năm 1949);[27]
- Công ước Genève II về cải thiện tình trạng của thương binh, bệnh binh và người bị đắm tàu thuộc lực lượng hải quân (được thông qua vào năm 1949, kế thừa Công ước Den Haag X 1907);[28]
- Công ước Genève III về đối xử tù binh (được thông qua vào năm 1929,[29] sửa đổi cuối cùng vào năm 1949);[30]
- Công ước Genève IV về bảo vệ dân thường trong chiến tranh (được thông qua vào năm 1949, căn cứ một phần Công ước Den Haag II năm 1899 và Công ước Den Haag IV 1907).[31]

Hiện tại, 196 quốc gia đã phê chuẩn các Công ước Genève.

### Nghị định thư
Các Công ước Genève có ba nghị định thư:
- Nghị định thư I (1977) về bảo vệ nạn nhân của xung đột vũ trang mang tính chất quốc tế[32]
- Nghị định thư II (1977) về bảo vệ nạn nhân của xung đột vũ trang không mang tính chất quốc tế[33]
- Nghị định thư III (2005) về chấp nhận Biểu tượng đặc biệt bổ sung[34]

## Phạm vi áp dụng

### Xung đột vũ trang mang tính chất quốc tế
Các Công ước Genève được áp dụng đối với tất cả các trường hợp chiến tranh hoặc xung đột vũ trang giữa các quốc gia thành viên, dù cho một quốc gia thành viên không thừa nhận tình trạng chiến tranh. Trong trường hợp một quốc gia tham chiến không phải là thành viên các Công ước Genève thì các quốc gia thành viên vẫn có nghĩa vụ tuân thủ các Công ước Genève nếu quốc gia không phải là thành viên chấp nhận và áp dụng các điều khoản của các Công ước Genève.
Nghị định thư I quy định các Công ước Genève được áp dụng đối với xung đột vũ trang chống thực dân, chế độ phân biệt chủng tộc.

### Xung đột vũ trang không mang tính chất quốc tế
Các Công ước Genève quy định những tiêu chuẩn tối thiểu được áp dụng đối với xung đột vũ trang không mang tính chất quốc tế. Ủy ban Chữ thập đỏ quốc tế giải thích rằng một cuộc xung đột vũ trang không mang tính chất quốc tế nếu ít nhất một bên không phải là một quốc gia, ví dụ như xung đột vũ trang giữa một quốc gia và một chủ thể phi quốc gia hoặc xung đột vũ trang giữa các chủ thể phi quốc gia.
Một xung đột có thể được coi là xung đột vũ trang không mang tính chất quốc tế nếu sự bạo lực đạt đến một cường độ nhất định và chủ thể phi quốc gia trong xung đột có sự tổ chức nhất định và có thể tiến hành các hoạt động quân sự.

### Phân loại xung đột vũ trang
Các Công ước Genève không định nghĩa "xung đột vũ trang". Ủy ban Chữ thập đỏ quốc tế xem xét mức độ bạo lực để xác định sự tồn tại của xung đột vũ trang theo từng trường hợp. Đối với xung đột vũ trang mang tính chất quốc tế, Hiến chương Liên Hợp Quốc cấm việc sử dụng vũ lực trong quan hệ quốc tế, nên thậm chí những sự kiện sử dụng vũ lực nhỏ giữa hai quốc gia có thể thuộc diện áp dụng các Công ước Genève.
Đối với xung đột vũ trang không mang tính chất quốc tế, Ủy ban Chữ thập đỏ quốc tế nhận định rằng sự can thiệp quân sự của nước ngoài chống lại một chủ thể phi quốc gia trong một quốc gia khác cũng có thể thuộc diện áp dụng các Công ước Genève nếu quốc gia đó cho phép sự can thiệp quân sự. Trong trường hợp một quốc gia can thiệp quân sự mà không có sự đồng ý của quốc gia khác hoặc để ủng hộ một chủ thể phi quốc gia chống lại quốc gia đó thì xung đột đó được coi là mang tính chất quốc tế.

## Thi hành

### Vi phạm nghiêm trọng

Biểu trưng Tòa án Hình sự Quốc tế

Những vi phạm nghiêm trọng của các Công ước Genève được coi là tội ác chiến tranh. Những hành vi sau đây được coi là vi phạm nghiêm trọng Công ước Genève III và IV nếu được thực hiện đối với một người thuộc diện bảo vệ của các Công ước:
- giết người, tra tấn hoặc đối xử vô nhân đạo, bao gồm thử nghiệm trên cơ thể người
- gây đau khổ hoặc thương tích nghiêm trọng cho cơ thể hoặc sức khỏe
- cưỡng ép một người thuộc diện bảo vệ phải phục vụ trong quân đội của một quốc gia
- tước đoạt quyền được xét xử công bằng của một người thuộc diện bảo vệ bị buộc tội ác chiến tranh

Những hành vi sau đây cũng được coi là vi phạm nghiêm trọng Công ước Genève IV:
- bắt giữ con tin
- phá hủy, chiếm đoạt tài sản trên diện rộng mà không có nhu cầu quân sự, một cách tùy tiện và trái luật
- trục xuất, di dân hoặc biệt giam trái luật

Các Công ước Genève quy định quốc gia thành viên có nghĩa vụ phải ban hành luật trừng phạt vi phạm nghiêm trọng các Công ước Genève và bắt giữ, truy tố người bị cáo buộc vi phạm nghiêm trọng các Công ước Genève hoặc người chịu trách nhiệm ra lệnh bất kể quốc tịch của người đó.
Hội đồng Bảo an Liên Hợp Quốc đã thành lập các tòa án đặc biệt để truy tố, xét xử vi phạm nghiêm trọng các Công ước Genève, bao gồm Tòa án Hình sự Quốc tế Rwanda và Tòa án Hình sự Quốc tế về Nam Tư cũ. Hiện tại, Tòa án Hình sự Quốc tế có thẩm quyền đối với tội ác chiến tranh.

## Di sản
Các Công ước Genève được coi là nền tảng của luật nhân đạo quốc tế và có vai trò trong những cuộc xung đột vũ trang không mang tính chất quốc tế gần đây, bao gồm Chiến tranh Afghanistan, Chiến tranh Iraq, các cuộc xung đột ở Chechnya và Chiến tranh Nam Ossetia 2008.